# Puccinia pulsatillae
Puccinia pulsatillae ist eine Ständerpilzart aus der Ordnung der Rostpilze (Pucciniales). Der Pilz ist ein Endoparasit von Windröschen. Symptome des Befalls durch die Art sind gelbe Rostflecken und Pusteln auf den Blattoberflächen der Wirtspflanzen. Das Verbreitungsgebiet umfasst das gesamte Europa.

## Merkmale
Puccinia pulsatillae ist mit bloßem Auge nur anhand der auf der Oberfläche des Wirtes hervortretenden Sporenlager zu erkennen. Sie wachsen in Nestern, die als gelbliche bis braune oder schwärzliche Flecken und Pusteln auf den Blattoberflächen erscheinen.
Das Myzel von Puccinia pulsatillae wächst wie bei allen Puccinia-Arten interzellulär und bildet Saugfäden, die in das Speichergewebe des Wirtes wachsen. Die Telien der Art sind klein, rundlich und zu größeren Gruppen verbunden, die im Durchmesser etwa 3–4 cm messen. Sie sind graubraun gefärbt. Die Teleutosporen sind variabel, meist keulenartig geformt, zweizellig und 50–70 × 13–21 µm groß. Sie sind farblos bis bräunlich, ihre Stiele sind sehr kurz. Pycnien, Uredien und Aecien werden nicht ausgebildet.

## Verbreitung
Puccinia pulsatillae besitzt ein Verbreitungsgebiet, das sich über ganz Europa erstreckt.

## Ökologie
Die Wirtspflanzen von Puccinia pulsatillae sind verschiedene Arten der Windröschen (Anemone spp.) und Kuhschellen (Pulsatilla spp.). In Österreich kommt sie auf Großem Windröschen und Alpen-Kuhschelle vor. Der Pilz ernährt sich von den im Speichergewebe der Pflanzen vorhandenen Nährstoffen, seine Sporenlager brechen später durch die Blattoberfläche und setzen Sporen frei. Die Art verfügt über einen Entwicklungszyklus, der ausschließlich Telien aufweist und ohne Wirtswechsel auskommt.